# Ernest Stanislas de Girardin
Pour les articles homonymes, voir Girardin.
Ernest Stanislas de Girardin (né à Paris le 24 juillet 1801 (5 thermidor an IX) et mort à Paris le 2 janvier 1874) est un homme politique français, député de la Charente sous la Monarchie de Juillet et la Seconde République, puis sénateur sous le Second Empire.

## Biographie
Il est le fils du général et député Louis Stanislas de Girardin.
Envoyé, en 1831, par l'arrondissement de Ruffec (Charente), à la Chambre des députés, Ernest Stanislas de Girardin y siégea dans les rangs de l'opposition libérale, ne fut pas réélu en 1837, mais obtint de nouveau le mandat législatif en 1840 et fit partie de la Chambre jusqu'en 1846. Ernest de Girardin n'avait cessé de combattre la politique de Guizot et s'était montré un des plus chauds adhérents de la réforme parlementaire lorsqu'éclata la  révolution de 1848. Il fut alors élu représentant du peuple à la Constituante dans le département de la Charente ; mais, comme presque tous les hommes de l'ancienne opposition dynastique, Girardin passa dans le camp de la réaction.
Il soutint la politique de Louis-Napoléon après le 10 décembre, fut réélu à la Législative, fit partie du comité de la rue de Poitiers, vota avec la majorité pour toutes les mesures propres à enrayer le libre développement des institutions républicaines et adhéra pleinement au coup d'État du 2 décembre 1851. D'abord membre de la commission consultative, Ernest de Girardin fut appelé, le 26 janvier 1852, à siéger au Sénat. Par décret du 30 août 1865 il fut fait officier de la Légion d’honneur.
Il mourut à Paris le 2 janvier 1874 et inhumé au cimetière du Père-Lachaise (28e division).
Il avait épousé Athénaïs Laure Pauline Gaudin, fille du député Claude-Émile Gaudin, et fille adoptive du ministre Charles Gaudin, duc de Gaëte.

## Sources
- « Girardin (Ernest-Stanislas, comte de) », dans Pierre Larousse, Grand dictionnaire universel du XIXe siècle, Paris, tome 8, 1872, p. 1269 [lire en ligne].
- « Girardin (Ernest-Stanislas, marquis de) », dans Adolphe Robert et Gaston Cougny, Dictionnaire des parlementaires français, Edgar Bourloton, 1889-1891 [détail de l’édition] [texte sur Sycomore], tome III, p. 177-178.
- Jean Jézéquel, « Girardin (Ernest de) », dans François Julien-Labruyère (dir.), Dictionnaire biographique des Charentais, Paris, Le Croît vif, 2005 (ISBN 2-907967-95-9), p. 609-610.